# Serranus tigrinus
Serranus tigrinus és una espècie de peix de la família dels serrànids i de l'ordre dels perciformes.

## Morfologia
Els mascles poden assolir els 29 cm de longitud total.

## Distribució geogràfica
Es troba des de Bermuda i el sud de Florida fins al nord de Sud-amèrica, incloent-hi el Carib i les Antilles.